# São Gonçalo do Amarante (Rio Grande do Norte)

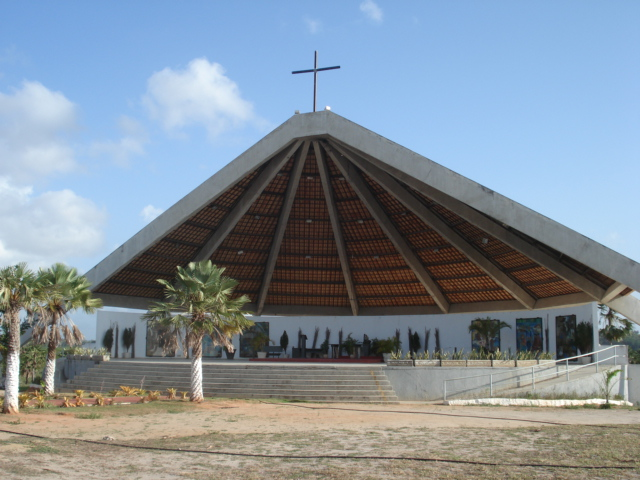
Chapelle des martyrs de Cunhaú et Uruaçu.

São Gonçalo do Amarante est une ville brésilienne de l'État du Rio Grande do Norte. Sa population était estimée à 115 467 habitants en 2022. La municipalité s'étend sur 251 km².

## Présentation
Le nom de la ville actuelle, comme celui d'autres villes du Brésil, a été donné en hommage à Gonzalve d'Amarante (1187-1259), un saint patron portugais de l'Église.
Avant la colonisation par les Européens, la région qui correspond à l'actuelle commune de São Gonçalo do Amarante était habitée par les Indiens Potiguaras. Dès le XVIIe siècle, la région autour du rio Potengi a été colonisée ; juridiquement, elle faisait partie de la capitainerie de Pernambouc. Les Néerlandais ont contrôlé le nord-est du Brésil de 1630 à 1654 avec leur colonie brésilienne. En 1645, les Néerlandais calvinistes ont massacré des colons catholiques à Cunhaú et Uruaçu. Ce n'est qu'après leur défaite et leur départ qu'un nouveau peuplement a eu lieu, principalement à partir du Pernambouc.

## Le maire
| Période | Période | Identité               | Étiquette                      | Qualité |
| ------- | ------- | ---------------------- | ------------------------------ | ------- |
| 2022    | 2024    | Eraldo Daniel de Paiva | Partido dos Trabalhadores (PT) |         |